# Мошня (приток Холовы)
Мошня — река в России, протекает в Демянском и Крестецком районах Новгородской области. Устье реки находится у деревни Волна, в 39 км по левому берегу реки Холова. Длина реки составляет 63 км, площадь водосборного бассейна 698 км².
Высота устья — 35 м над уровнем моря.
В районе деревни Невская имеется автомобильный мост (автодорога федеральной автомобильной дороге «Россия» М10), а в районе деревни Жихарево — мост на дороге в Шеребуть.

## Притоки (км от устья)
- Правые: Лапин, Максовка.
- Левые: Часынька, Устиновка, Солонна.

- 2,6 км: река Тыченка (Полоска) (лв)
- 17 км: река Кобылинка (пр)
- 33 км: река Дубровка (лв)
- 42 км: река Каменка (лв)

## Данные водного реестра
По данным государственного водного реестра России относится к Балтийскому бассейновому округу, водохозяйственный участок реки — Мста без р. Шлина от истока до Вышневолоцкого, речной подбассейн реки — Волхов. Относится к речному бассейну реки Нева (включая бассейны рек Онежского и Ладожского озера).
Код объекта в государственном водном реестре — 01040200212102000021473.